# جزر الأنتيل
جزر الأنتيل أو الأنتيل أو الأنطيل هي مجموعة جزر تكون الجزء الأكبر من جزر الهند الغربية.
وتشكل الأرخبيل الواقع بين البحر الكاريبي والمحيط الأطلسي وخليج المكسيك. وتنقسم الأنتيل إلى مجموعتين رئيسيتين: جزر الأنتيل الكبرى والواقعة شمالا وتضم كوبا وجامايكا وهسبانيولا وبورتوريكو وجزر الأنتيل الصغرى وتتكون هي من مجموعة جزر ليوارد وجزر وندوارد وجزر فنزويلا الشاطئية. يستثنى من الأنتيل جزر البهاماس بالرغم من أنها تتبع جزر الهند الغربية.
جغرافيا تتبع جزر الأنتيل قارة أمريكا الشمالية. أحيانا تلحق كل من جزر كوبا وبيورتوريكو والدومينيكان بأمريكا اللاتينية بسبب تحدث أهلها بالإسبانية. وقد تقاسمت السيطرة عليه عدة قوى استعمارية غربية.
فهي تعرف (بالإنجليزية Antilles) (بالفرنسية Antillas) (بالإسبانية) و (البرتغاليةAntilhas) (بالهولندية Antillen)

## أصل التسمية

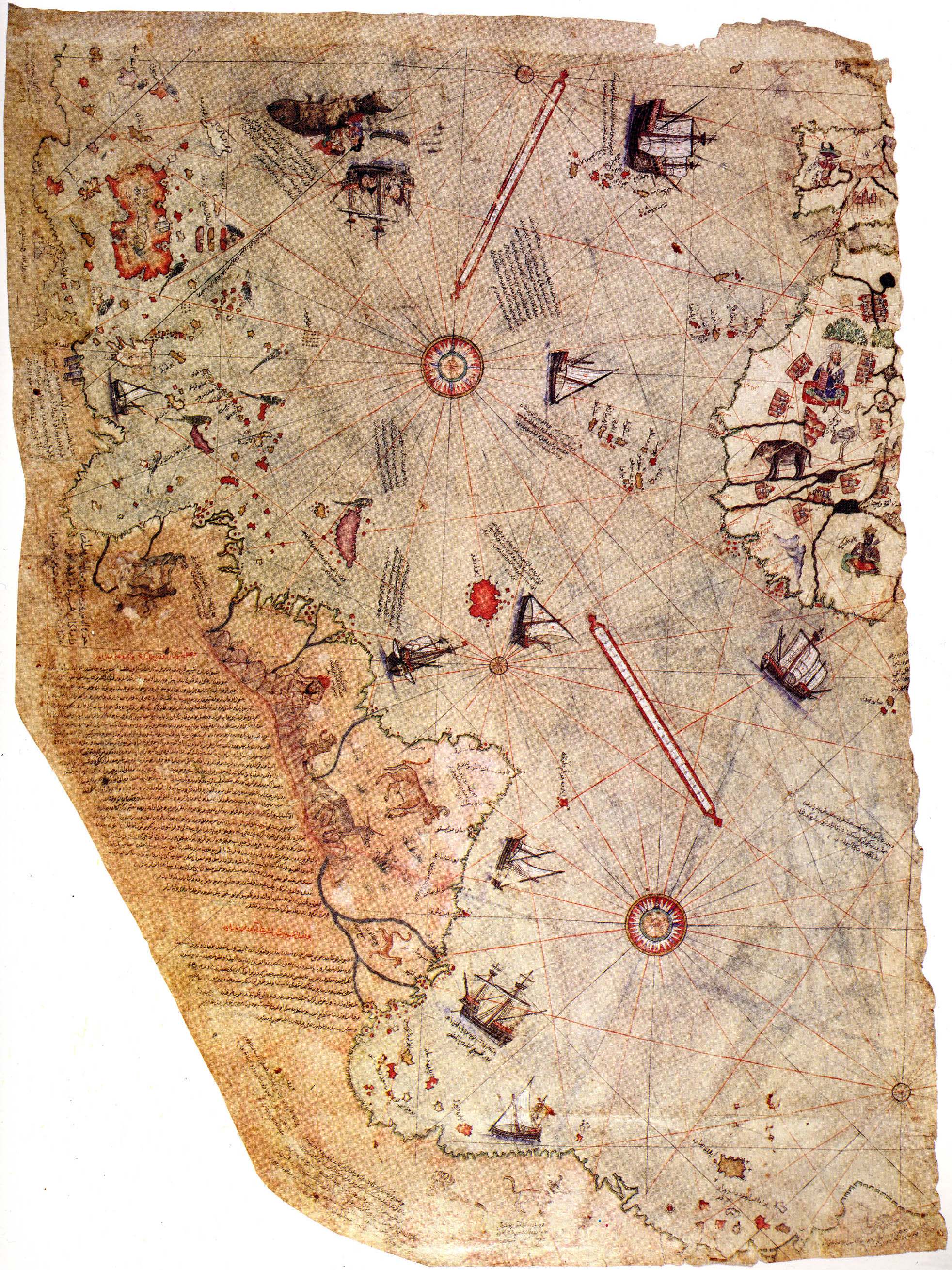
خريطة الأمير التركي بيري ريس

أنتيليا هي اسم جزيرة تخيلية تعد من الجزر التي حامت حولها الكثير من الشائعات حول وجود عالم جديد غربي المحيط الأطلسي ومن هنا اشتقت تسمية الأنتيل التي سميت بها الجزر التي تحيط بالبحر الكاريبي وخليج المكسيك.
نشأت كلمة الأنتيل في الفترة التي سبقت الفتح الأوروبي للعالم الجديد، كتسمية لتلك الأراضي الغامضة التي ظهرت على خرائط العصور الوسطى، وأحيانًا كاسم لأرخبيل باسره، وأحيانًا أخرى كأرض متصلة، بدرجة أكبر أو أقل، بالكتلة القارية، حيث يتقلب موقعها في منتصف المسافة بين جزر الكناري وشبه القارة الهندية.

وبعد وصول المكتشف كريستوفر كولومبوس في عام 1492 م إلى ما سمي فيما بعد جزر الهند الغربية، أدركت القوى الأوروبية أن الأراضي المتفرقة تشكل أرخبيلًا واسعًا بين البحر الكاريبي وخليج المكسيك. وأطلقت على مجموعة الجزر أسماء متعددة قبل أن يثبت عليها الاسم الحالي.، فسماها الزوار الأوائل من إسبانيا الجزر الأمامية.

وقد كان اسم بحر الأنتيل شائعاَ في مختلف اللغات الأوروبية كبديل لتسمية البحر الكاريبي  وهو المصطلح الذي ظهر في كتابات توماس كيتشن عام 1778 م، كاسم لجزر الكاريبي التي يقطنها شعب الكاريب وهو أول من استوطن الجزر قبل أن يختلط به الوافدون الجدد من أوروبا أو من جلبوهم معهم من جماعات من قارتي آسيا وأفريقيا
هناك من يقول بأن الاسم الحالي للأرخبيل مشتق من اسم جزيرة أنطيليا الأسطورية، وهي جزيرة صغيرة في المحيط الأطلسي كانت تسكنها مجموعة مسيحية. ووفقًا لنظرية أخرى، فإن الاسم مشتق من اللفظ اللاتيني (ante) وهو ما يعني «قبل» وذلك في إشارة إلى موقع الجزر الذي يقع قبالة كتلة القارة.
وتظهر على خريطة بيري ريس العثمانية. التي صدرت في سنة 1513م، والمكتوبة بالأحرف العربية جزيرة في البحر الكاريبي باسم أنطيليا يعتقد بأنها تقع وراء جزيرة كوبا الحالية.

## التاريخ
اكتشف كريستوف كولومبوس أولى جزر هذه البلاد (سانت مارتن) عام 1493 م. وفي عام 1499 م اكتشف البحار ألفونس دا أوخيدا الجزر الجنوبية التي كان يسكنها الهنود الكاريبيون والأراواك. وقد عثر على الذهب في جزيرة أروبا في القرن التاسع عشر، لكن جفاف المناخ منع الروّاد من المكوث طويلاً فيها. وفي القرنين السابع عشر والثامن عشر احتل الإسبان والفرنسيون والإنجليز هذه الجزر على مراحل متقطعة وغدت مركزاً للقراصنة الذين كانوا يغيرون على سواحل أمريكا الجنوبية وجزر الأنتيل الصغرى. وفي عام 1816م وقعت الجزر بكاملها تحت الاحتلال الأجنبي، فيما حوّل الهولنديون جزيرة كوراساو إلى مركز تجاري مهم، لتجارة الرقيق.
وفي بداية القرن العشرين ومع اكتشاف النفط في فنزويلا أصبحت جزيرتي كوراساو وأَروبا منطقة ذات نشاط اقتصادي كبير مرتبط بصناعة النفط. ففي العام 1916م قامت الشركة الهولندية الإنجليزية للنفط ببناء مصفاة كبيرة في جزيرة كوراساو. وبعد (1925 م) قامت شركة أمريكية ببناء مصفاة كبيرة لتكرير النفط في جزيرة أروبا.
أقامت الولايات المتحدة إبّان الحرب العالمية الثانية قواعد عسكرية على جزيرة كوراساو. وفي عام 1954 م، منحت هولندا الاستقلال لجزر الأنتيل الصغرى.
وكانت هذه الجزر قد أقامت في عام 1958 تجمعاً اتحادياً عُرِف باسم اتحاد جزر الهند الغربية ولكنه لم يستمر طويلا بسبب الخلافات السياسية الداخلية وتم حله في سنة 1962.
أما اليوم فقد نال معظم الجزر استقلاله واصبح دولاًَ ذات سيادة مثل كوبا وجامايكا وهايتي، فيما لا يزال عدد من الجزر الأخرى تحت السيطرة الأمريكية أو البريطانية. بينما فضّل جزء أخر من الجزر البقاء مع الدولة المستعمرة في إطار ترتيبات دستورية أو اتفاقات اتحادية تضمن له نوعاً من الحكم الذاتي كما في حال جزر الأنتيل الهولندية.

## المناخ
تتميز منطقة الأنتيل بموسم صيفي مشمس طويل ساعات النهار، وذلك لوقوعها في العروض المدارية وشبه المدارية، كما تغلب الكتل الهوائية الشرقية على مناخها. ولا تزيد درجة الحرارة في الأشهر الأشد برودة عن 21ْ درجة مئوية (69.8 درجة فهرنهايت) في الشمال و26ْ درجة مئوية (78.8 درجة فهرنهايت) في الجنوب، بينما تتراوح درجة الحرارة في الأشهر الأكثر حرارة ما بين 27 و 28ْ درجة مئوية (80.6 و 82.4 درجة فهرنهايت على التوالي).
ويسود مناخ مداري القسم الشمالي والمناخ شبه المداري القسم الجنوبي، بينما تهب على الرياح التجارية القادمة من عبر المحيط الأطلسي على الأنتيل الصغرى وهي رياح رطبة دافئة محملة بالغيوم والسحب الممطرة التي تؤدي إلى هطول أمطار غزيرة على السفوح الجبلية المقابلة لاتجاهها.
أما السفوح المعاكسة لاتجاهها فغالباً ما تكون جافة. وتنشط في نهاية الصيف جبهة مدارية تتحرك نحو الشمال مكوِّنة الأعاصير (السيكلونات) المدارية والتي تعرف باسم الهوريكان وتنتج عنها قوة تخريبية كبيرة.
ويتراوح متوسط أعلى معدل سنوي للأمطار (تم تسجيله في جزر مارتينيك) ما بين بين 1100 و 1200 مليمتر (43.3 و47.2 بوصة)، بينما تهبط هذه المعدلات كلما اتجه المرء جنوباً.

## الجيولوجيا والتضاريس
جغرافيا، تعتبر جزر الأنتيل بشكل عام منطقة إقليمية ضمن مناطق أمريكا الشمالية. ولكن من الناحية الثقافية، فإن كلا من كوبا والجمهورية الدومينيكية وبورتوريكو - وأحيانا جزر الأنتيل كلها - مدرجة ضمن قارة أمريكا اللاتينية، على الرغم من أن بعض المصادر تتجنب هذا التصنيف الاجتماعي الاقتصادي باستخدام عبارة «أمريكا اللاتينية ومنطقة البحر الكاريبي» بدلاً من ذلك.
أما فيما يتعلق بالجيولوجيا، فإن جزر الأنتيل الكبرى تتكون بشكل عام من صخور قارية، متميزة عن جزر الأنتيل الصغرى، والتي هي في الغالب جزر بركانية حديثة المنشأ أو جزر مرجانية.
والمظهر الجيولوجي للجزر يتألف من قوسين رئيسيين: القوس الشمالية وتتكوّن من بنية مائدية تضم سهول تاباسكو وسهول شمالي كوبا وجزر الباهاما. وتتكون بنية سطوح هذه السهول (ماعدا تاباسكو) من الصخور الكلسية الحديثة العهد (النيوجينية)، التي تبدو عليها المظاهر الكارستية.
وأما القوس الجنوبية فهي تضم نطاقاً جبلياً قعرياً (جيوسنكلينال). ويتألف من عدد من الأقواس الجبلية والمنخفضات البينية التي تمتد من الشمال إلى الجنوب.
وتشكل القوس الشمالية امتداداً لجبال (الروكي) الصخرية في الولايات المتحدة الأمريكية، والجزء الشرقي من جبال سيرا ماديرا والسلاسل الشمالية لغواتيمالا، و حتى جامايكا ويستمر هذا الامتداد حتى كوبا حيث يطلق عليه اسم جبال سيرا ماستر وهايتي حيث يشكل الكورديليير الأوسط الذي تبلغ أعلى قممه 3175 متر (10416.66 قدم) فوق سطح البحر)، وهي تعتبر في الوقت نفسه أعلى نقطة في جزر الهند الغربية، ومن ثم تستمر هذه القوس لتكوّن جبال بورتوريكو وتنتهي في جزيرة سانت توماس إحدى مجموعة جزر فرجينيا.
أما القوس الثانية فهي امتداد لجبال سيرا ماديرا المتصلة بجبال جامايكا وهايتي، وتتحد مع القوس الأول في بورتوريكو، وتتكوّن بين القوسين منخفضات بنائية تكتونية تقع أكثرها عمقاً في البحر الكاريبي (وتصل إلى عمق 7119 مترا (23356.29 قدم) تحت سطح البحر.
وهناك قوس ثالثة تمتد إلى الشرق والجنوب من البحر الكاريبي مكوّنة جزر الأنتيل الصغرى، إضافة إلى القمم الجبلية المغمورة بالمياه تحت البحر. وتعتبر معظم هذه الجزر بركانية حيث لا تزال البراكين في بعضها نشطة (كما في جزر غراند وسوفيريير، ومونت - بيلي). وثمة جزر صغيرة محاطة بالشعاب المرجانية، وتنشط فيها الهزات الأرضية باستثناء المناطق السهلية في كوبا.

## السكان والتركيبة السكانية
يتمركز السواد الأعظم من سكان هذه الجزر في كوبا وهايتي وجامايكا، أما جزر الأنتيل الصغرى التي يبلغ عدد سكانها نحو ثلاثة ملايين نسمة فيعيش حوالي 96% منهم في الجزر الجنوبية مثل كوراساو وأروبا، وتتباينالكثافة السكانية بين الجزر، فهي تتراوح ما بين 300 نسمة/كم2 و28 نسمة/كم2، في حين تكاد تخلو بعض الجزر من السكان.
ويتحدث سكان الأنتيل بعدة لغات مختلفة أبرزها الإسبانية والإنكليزية والفرنسية والهولندية، إلى جانب لهجات محلية مستدرجة من لغات أوروبية وآسيوية حسب أصل المتحدثين بها وهي لهجات الكريول الفرنسي والكريول الإنجليزي والكريول الهندي وغيرها.
وقد مارس الاستعمار سياسات تعمل على الحدّ من تطور الثقافات الأصلية لهذه البلدان، فاللغات متعددة ومختلفة وأنماط الثقافة الخارجية هي المهيمنة على الأوضاع الثقافية والاجتماعية، خاصة أنماط الثقافة الأمريكية، كما أن التعليم ليس إلزامياً في معظم الجزر (بإستثناء كوبا)، وفي حين يتم التدريس في الجزر الجنوبية باللغة الهولندية، فهو في الجزر الشمالية باللغة الإنجليزية. أما في كوبا فالأمر مختلف من حيث الأوضاع والنظم الاقتصادية والاجتماعية والسياسية.

## الاقتصاد
تشكّل الزراعة والخدمات والتعدين والصناعات الخفيفة والسياحة القطاعات الرئيسية في اقتصاديات الجزر. ومن أهم المنتوجات الزراعية قصب السكر والفول السوداني والحمضيات ويتسم القطاع الزراعي بتباين تطوره ونموه وبمحدوديته خاصة في جزر الأنتيل الصغرى لعدم توفر مياه الريّ العذبة، ويحل محلها العمل في قطاع نقل خام النفط وتصنيعه. وتتم عمليات تكرير النفط في جزيرة أروبا، وما تتصل به من صناعات بتروكيمياوية، كما يتم استخراج معدن الفوسفات في جزيرة كوراساو، إضافة إلى صناعة السكر والصناعات الغذائية وغيرها من الصناعات التحويلية والخفيفة.

## الأنتيل الصغرى
مقالة رئيسية:جزر الأنتيل الصغرى
تتكون من:
- أنغويلا
- أنتيغوا وباربودا
- أروبا
- باربيدوس
- بونير
- جزر العذراء البريطانية
- جزر كايمان
- دومينيكا
- غرينادا
- غوادلوب
- مارتينيك
- مونتسيرات
- جزر الأنتيل الهولندية
- سابا
- سانت كيتس ونيفس
- سانت لوسيا
- سانت مارتن
- سانت فنسنت والغرينادا
- ترينداد وتوباغو
- جزر العذراء الأمريكية

فيما يلي أكبر جزر الأنتيل. لا تحسب جزر البهاما في معظم المصادر ضمن جزر الأنتيل باستثناء بعض مخطوطات الخرائط الإسبانية القديمة التي تضعهم في قائمة جزر الأنتيل.
.
|    | الاسم                  | البلد(الوضعية السيادية)                                                                                | المساحة (كيلومتر مربع) | السكان     | الكثافة السكانية |
| -- | ---------------------- | --- | ---------------------- | ---------- | ---------------- |
| 01 | كوبا                   | كوبا                                                                                                   | 105 805,5              | 11 224 321 | 101              |
| 02 | هسبانيولا              | جمهورية الدومينيكان و · هايتي                                                                          | 73 929,0               | 15 546 026 | 203              |
| 03 | جامايكا                | جامايكا                                                                                                | 11 189,6               | 2 598 000  | 227              |
| 04 | بورتوريكو              | بورتوريكو                                                                                              | 9 099,8                | 3 916 632  | 430              |
| 05 | جزيرة ترينيداد         | ترينيداد وتوباغو                                                                                       | 5 008,7                | 1 050 000  | 220              |
| 06 | جزيرة خوفينتود         | كوبا                                                                                                   | 2 237,3                | 100 000    | 33               |
| 07 | مارتينيك               | فرنسا (إقليم حكم ذاتي)                                                                                 | 1 128,0                | 401 000    | 355              |
| 08 | جزيرة مارغريتا         | فنزويلا                                                                                                | 956,8                  | 420 000    | 450              |
| 09 | باس تار                | فرنسا (جزء من إقليم غوادلوب)                                                                           | 848,0                  | 200 000    | 236              |
| 10 | دومينيكا               | دومينيكا                                                                                               | 787,3                  | 75 851     | 101              |
| 11 | جزيرة غوناف            | هايتي                                                                                                  | 743,0                  | 100 000    | 135              |
| 12 | سانت لوسيا             | سانت لوسيا                                                                                             | 639,8                  | 160 145    | 258              |
| 13 | غراند تار (جزيرة)      | فرنسا (جزء من إقليم غوادلوب)                                                                           | 586,0                  | 210 000    | 358              |
| 14 | كوزوميل                | المكسيك                                                                                                | 539,1                  | 73 193     | 149              |
| 15 | كايو رومانو            | كوبا                                                                                                   | 464,7                  | ?          | ?                |
| 16 | البربادوس              | باربادوس                                                                                               | 462,4                  | 276 607    | 642              |
| 17 | كوراساو                | هولندا مملكة هولندا (تابعة لمملكة هولندا. تم حل الأنتيل الهولندية في عام 2010 تحوز على لقب بلد)        | 443,1                  | 173 400    | 391              |
| 18 | سانت فنسنت والجرينادين | سانت فينسنت والغرينادين                                                                                | 381,0                  | 108 600    | 314              |
| 19 | كايو كوكو              | كوبا                                                                                                   | 366,4                  | ?          | ?                |
| 20 | غرينادا                | غرينادا                                                                                                | 322,7                  | 105 000    | 260              |
| 21 | توباغو                 | ترينيداد وتوباغو                                                                                       | 308,8                  | 54 084     | 180              |
| 22 | بونير                  | مملكة هولندا (منطقة الكاريبي الهولندي بلدية خاصة ضمن بلديات هولندا)                                    | 288،                   | ~15000     | ~52              |
| 23 | أروبا                  | مملكة هولندا (مملكة هولندا (تابعة لمملكة هولندا. تم حل الأنتيل الهولندية في عام 2010 تحوز على لقب بلد) | 193                    | 71 891     | 396              |

- الخط العريض يميّز الجزر التي تحمل عواصمها أسمائها